# 문무성 (1895년)
문무성(文武晟, 1895 ~ ?)은 일제강점기에 사세관이었다.

## 생애
1932년 경상남도 산청군 속(재무계주임)을 지냈다. 대구전매지국 진주출장소 기수를 겸하였고 1934년
대구세무감독국 거창세무서 속(세무서장)을 지냈다. 1935년 대구세무감독국 울산세무서 속(세무서장)에 이어  대구세무감독국 안동세무서 속(세무서장)을 지냈다.
1941년 사세관보로 승진해 대구세무감독국 안동세무서 사세관보(세무서장)를 지냈고, 경성세무감독국 춘천세무서 사세관(1943년 12월부터 세무관제 개편으로 강원도 춘천세무서 사세관)으로서 세무서장으로 승진하였다.
1935년  훈8등 서보장, 1942년 훈7등 서보장을 받았다. 민족문제연구소의 친일인명사전 수록자 명단에 포함되었다.

## 참고자료
- 친일인명사전편찬위원회 (2009). 《친일인명사전》. 790쪽.